# Dystrybuanta
Dystrybuanta (fr. distribuer „rozdzielać, rozdawać” z łac. distribuo zob. dystrybucja) – funkcja rzeczywista jednoznacznie wyznaczająca rozkład prawdopodobieństwa (tj. miarę probabilistyczną określoną na σ-ciele borelowskich podzbiorów prostej), a więc zawierająca wszystkie informacje o tym rozkładzie. Dystrybuanty są efektywnym narzędziem badania prawdopodobieństwa, ponieważ są obiektami prostszymi niż rozkłady prawdopodobieństwa. W statystyce dystrybuanta rozkładu próby zwana jest dystrybuantą empiryczną i jest blisko związana z pojęciem rangi.

## Definicja formalna
Niech {\displaystyle \mathbb {P} } będzie rozkładem prawdopodobieństwa na prostej. Funkcję {\displaystyle F\colon \mathbb {R} \to \mathbb {R} } daną wzorem
{\displaystyle F(t)=\mathbb {P} ((-\infty ,t]),}
nazywamy dystrybuantą rozkładu {\displaystyle \mathbb {P} .}

## Własności
Funkcja {\displaystyle F\colon \mathbb {R} \to \mathbb {R} } jest dystrybuantą (pewnego rozkładu prawdopodobieństwa) wtedy i tylko wtedy, gdy jest ona niemalejąca, prawostronnie ciągła oraz
- {\displaystyle \lim _{t\to -\infty }~F(t)=0,}
- {\displaystyle \lim _{t\to \infty }~F(t)=1.}

Uwaga 1Powyższa charakteryzacja dostarcza warunek konieczny i wystarczający na to, by funkcja dana funkcja {\displaystyle F\colon \mathbb {R} \to \mathbb {R} } była dystrybuantą pewnego rozkładu, dlatego czasami to właśnie je przyjmuje się jako definicję. Podejście takie może być korzystniejsze z tego względu, że nie trzeba odwoływać się do pojęcia rozkładu pochodzącego z teorii miary. Wówczas taka definicja zawiera ciche założenie, że istnieje rozkład, którego ta funkcja jest dystrybuantą.
Uwaga 2Dystrybuanta {\displaystyle F} wyznacza pewien rozkład {\displaystyle \mathbb {P} } jednoznacznie i na odwrót, więc gdy zachodzi potrzeba całkowania pewnej funkcji borelowskiej {\displaystyle g} względem rozkładu {\displaystyle \mathbb {P} ,} to można mówić, że całkujemy ją względem dystrybuanty {\displaystyle F,} co zapisuje się:
{\displaystyle \int {g}\,\mathrm {d} \mathbb {P} =\int {g}\,\mathrm {d} F.}
Uwaga 3Niekiedy w definicji dystrybuanty stosuje się przedział otwarty:
{\displaystyle F(t)=\mathbb {P} ((-\infty ,t)).}
Dystrybuanta jest wówczas funkcją lewostronnie ciągłą (w przeciwieństwie do przypadku gdy w definicji stosuje się przedział prawostronnie domknięty i dystrybuanta jest funkcją prawostronnie ciągłą).

### Punkty skokowe
Punkt skokowy dystrybuanty to punkt {\displaystyle y,} dla którego dystrybuanta {\displaystyle F(x)} spełnia warunek:
{\displaystyle F(y)-\lim _{x\to y^{-}}{F(x)}>0,}
tzn. jest to jej punkt nieciągłości.
W przypadku dyskretnego rozkładu prawdopodobieństwa punkty skokowe występują dla każdej wartości zmiennej losowej, dla której ma ona dodatnie prawdopodobieństwo i tylko tam. W przypadku bezwzględnie ciągłego rozkładu prawdopodobieństwa nie ma punktów skokowych dystrybuanty. Zbiór punktów skokowych dystrybuanty jest co najwyżej zbiorem przeliczalnym.

## Przykłady

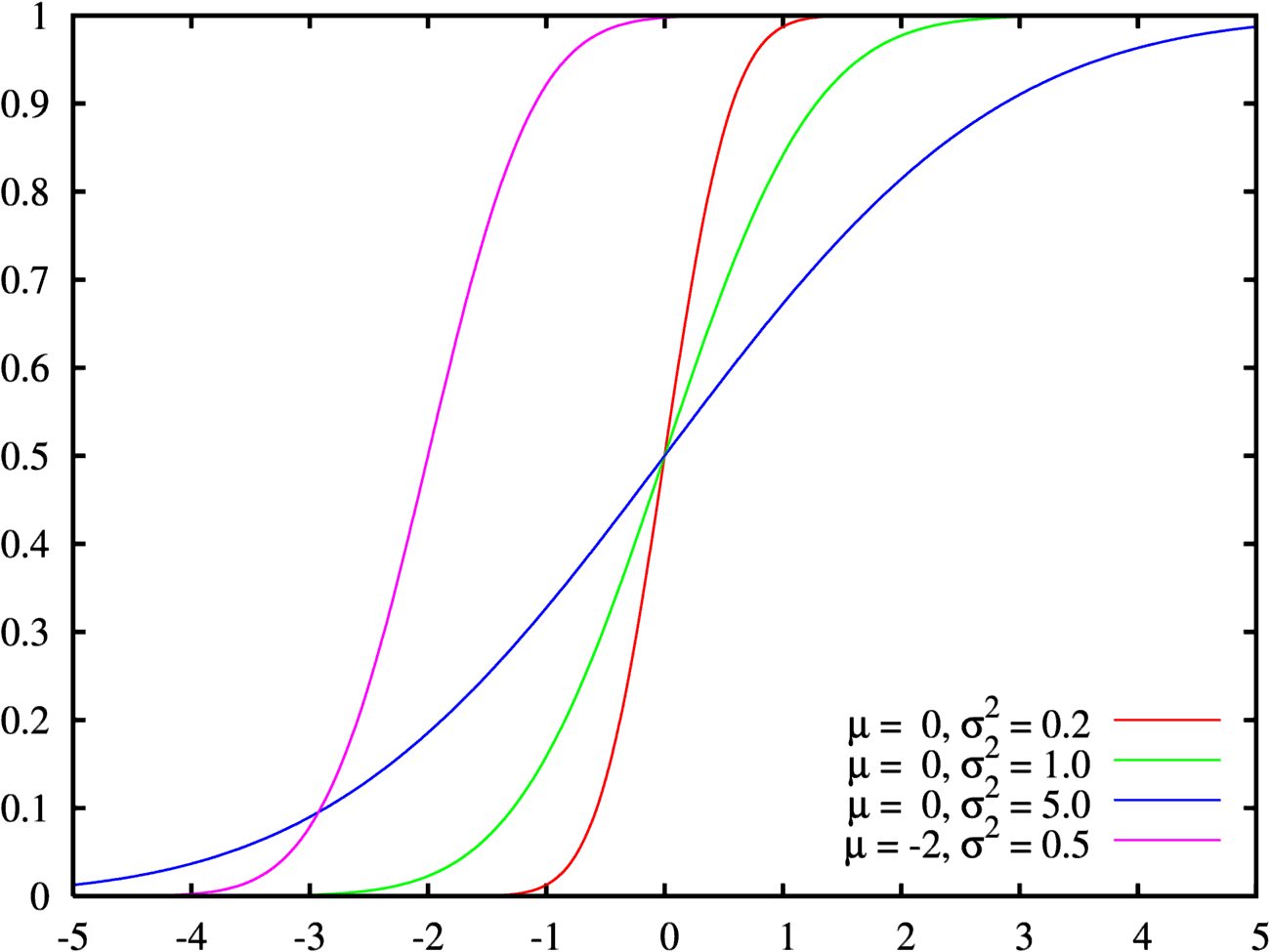
Wykresy dystrybuant rozkładów normalnych o różnych parametrach.

- Dystrybuanta rozkładu jednostajnego na przedziale {\displaystyle [a,b]{:}}

{\displaystyle F(x)={\begin{cases}0&{\textrm {dla}}\ \ x\leqslant a\\[2pt]{\frac {x-a}{b-a}}&{\textrm {dla}}\ \ a<x\leqslant b\\[2pt]1&{\textrm {dla}}\ \ x>b\end{cases}}}
- Dystrybuanta rozkładu normalnego o parametrach {\displaystyle \mu } i {\displaystyle \sigma ^{2}{:}}

{\displaystyle F(x)=\int \limits _{-\infty }^{x}{\frac {1}{\sigma {\sqrt {2\pi }}}}e^{\frac {-(t-\mu )^{2}}{(2\sigma ^{2})}}\,\mathrm {d} t}
- Dystrybuanta rozkładu wykładniczego o parametrze {\displaystyle \lambda {:}}

{\displaystyle F(x)={\begin{cases}1-e^{-\lambda x},&x\geqslant 0,\\[2pt]0,&x<0.\end{cases}}}

## Gęstość
Mierzalną w sensie Lebesgue’a funkcję {\displaystyle f\colon \mathbb {R} \to [0,\infty )} nazywamy gęstością dystrybuanty {\displaystyle F} wtedy i tylko wtedy, gdy:
{\displaystyle F(x)=\int \limits _{-\infty }^{x}{f}(t)\,\mathrm {d} t\quad (x\in \mathbb {R} ).}

### Własności
- Jeżeli {\displaystyle f} jest gęstością pewnej dystrybuanty, to całka z {\displaystyle f} po całej prostej wynosi {\displaystyle 1.}
- Jeżeli {\displaystyle f_{1}} i {\displaystyle f_{2}} są gęstościami pewnej dystrybuanty, to są one równe prawie wszędzie.
- Jeżeli dystrybuanta ma gęstość, to jest funkcją ciągłą.
- Każda dystrybuanta, jako funkcja monotoniczna jest prawie wszędzie różniczkowalna.
- Jeśli dystrybuanta {\displaystyle F} ma gęstość, to dla {\displaystyle x\in \mathbb {R} {:}}

{\displaystyle F(x)=\int \limits _{-\infty }^{x}F'(t)\,\mathrm {d} t.}
Gęstość dystrybuanty ma praktyczne zastosowanie: jeśli {\displaystyle F} jest dystrybuantą rozkładu {\displaystyle \mathbb {P} ,} to często zachodzi konieczność całkowania względem miary {\displaystyle \mathbb {P} .} Całkowanie względem abstrakcyjnych miar jest dość trudne (brak konkretnych narzędzi do obliczania całek), jednak jeśli {\displaystyle f} jest gęstością dystrybuanty {\displaystyle F,} to
{\displaystyle \int \limits _{B}g(x)\,\mathrm {d} \mathbb {P} (x)=\int \limits _{B}g(x)f(x)\,\mathrm {d} x,}
dla każdego zbioru borelowskiego {\displaystyle B\subseteq \mathbb {R} } i dla każdej funkcji borelowskiej {\displaystyle g} przyjmującej wartości w {\displaystyle \mathbb {R} ,{\overline {\mathbb {R} }},\mathbb {C} ,\mathbb {R} ^{M}} dla pewnej liczby naturalnej {\displaystyle M.}

### Ciągłość dystrybuanty a istnienie gęstości
Istnieją ciągłe dystrybuanty niemające gęstości. Klasycznym przykładem jest:
{\displaystyle F(x)=\left\{{\begin{array}{l}0,&x<0\\C(x),&x\in [0,1],\\1,&x>1,\end{array}}\right.}
gdzie {\displaystyle C(x)} oznacza funkcję Cantora. {\displaystyle C(x)} jest prawie wszędzie stała, monotoniczna, ciągła i przyjmuje wszystkie wartości z przedziału {\displaystyle [0,1].} Dystrybuanta {\displaystyle F} nie może mieć zatem gęstości ponieważ {\displaystyle F'=0} prawie wszędzie.

## Funkcja charakterystyczna
Jeżeli {\displaystyle F} jest dystrybuantą, to funkcję {\displaystyle \varphi \colon \mathbb {R} \to \mathbb {C} } określoną wzorem
{\displaystyle \varphi (t)=\int \limits _{-\infty }^{+\infty }~e^{itx}dF(x)}
nazywamy funkcją charakterystyczną dystrybuanty {\displaystyle F.}
Jeżeli {\displaystyle \varphi } jest funkcją charakterystyczną pewnej dystrybuanty, to jest ona funkcją jednostajnie ciągłą oraz
1. {\displaystyle \varphi (0)=1,}
2. {\displaystyle \varphi (-t)={\overline {\varphi (t)}}} dla {\displaystyle t\in \mathbb {R} ,}
3. {\displaystyle |\varphi (t)|\leqslant 1} dla {\displaystyle t\in \mathbb {R} .}

Jednym z praktycznych zastosowań funkcji charakterystycznej jest tzw. wzór na odwrócenie, dokładniej, jeśli {\displaystyle \varphi } jest funkcją charakterystyczną dystrybuanty {\displaystyle F,} a {\displaystyle x,y} są punktami ciągłości tej dystrybuanty, to
{\displaystyle F(x)-F(y)=\lim _{a\to \infty }{\tfrac {1}{2\pi }}\int \limits _{-a}^{a}{\frac {e^{-ity}-e^{-itx}}{it}}\varphi (t)dt.}
Dowód tego faktu przeprowadza się z wykorzystaniem twierdzenia Fubiniego.
Funkcje charakterystyczne wyznaczają jednoznacznie dystrybuanty, tzn. jeśli dystrybuanty mają te same funkcje charakterystyczne, to są równe. Funkcje charakterystyczne mówią także o własnościach dystrybuanty, związanych z gładkością – dokładniej, jeśli funkcja charakterystyczna jest całkowalna, to dystrybuanta jest klasy {\displaystyle C^{1}.}

## Zbieżność a ciągłość

### Słaba zbieżność
Dla ciągów dystrybuant wprowadza się dodatkowy rodzaj zbieżności. Ciąg dystrybuant {\displaystyle (F_{n})_{n\in \mathbb {N} }} jest słabo zbieżny do dystrybuanty {\displaystyle F} wtedy i tylko wtedy, gdy
{\displaystyle \lim _{n\to \infty }~F_{n}(x)=F(x)}
dla każdego {\displaystyle x\in \mathbb {R} ,} będącego punktem ciągłości dystrybuanty {\displaystyle F.}
- W powyższej definicji istotne jest założenie „do dystrybuanty”. Jest tak, ponieważ ciąg dystrybuant może być zbieżny do funkcji, która nie jest dystrybuantą.

Przykład
Niech dany będzie ciąg dystrybuant:
{\displaystyle F_{k}(x)={\begin{cases}0,&x\leqslant -k\\[2pt]{\frac {x+k}{2k}},&-k<x\leqslant k\\[2pt]1,&x>k\end{cases}}}
Wówczas dla każdego {\displaystyle x\in \mathbb {R} ,} {\displaystyle F_{k}(x){\xrightarrow[{k\to \infty }]{}}F(x)={\frac {1}{2}},} ale funkcja {\displaystyle F(x)={\frac {1}{2}}} nie jest dystrybuantą.
- Jeżeli ciąg dystrybuant jest słabo zbieżny do dystrybuanty, to do dokładnie jednej dystrybuanty. Ważnym twierdzeniem dotyczącym słabej zbieżności jest poniższe twierdzenie Helly’ego.

### Twierdzenie Helly’ego
Jeżeli ciąg dystrybuant {\displaystyle (F_{n})_{n\in \mathbb {N} }} jest słabo zbieżny do dystrybuanty {\displaystyle F,} a {\displaystyle g\colon \mathbb {R} \to \mathbb {R} } jest ograniczoną funkcją ciągłą, to
{\displaystyle \lim _{n\to \infty }~\int \limits _{\mathbb {R} }~g(x)dF_{n}(x)=\int \limits _{\mathbb {R} }~g(x)dF(x).}
Wnioskiem z twierdzenia Helly’ego jest fakt, że jeśli {\displaystyle (F_{n})_{n\in \mathbb {N} }} jest ciągiem dystrybuant, a {\displaystyle (\varphi _{n})_{n\in \mathbb {N} }} ciągiem odpowiadająych im funkcji charakterystycznych oraz {\displaystyle (F_{n})_{n\in \mathbb {N} }} jest punktowo zbieżny do dystrybuanty {\displaystyle F,} to ciąg {\displaystyle (\varphi _{n})_{n\in \mathbb {N} }} jest punktowo zbieżny do funkcji charakterystycznej funkcji {\displaystyle F.}

### Twierdzenie Lévy’ego-Craméra
Niech {\displaystyle (F_{n})_{n\in \mathbb {N} }} będzie ciągiem dystrybuant, a {\displaystyle (\varphi _{n})_{n\in \mathbb {N} }} będzie ciągiem odpowiadających im funkcji charakterystycznych. Ciąg {\displaystyle (\varphi _{n})_{n\in \mathbb {N} }} jest punktowo zbieżny do ciągłej w zerze funkcji {\displaystyle \varphi \colon \mathbb {R} \to \mathbb {C} } wtedy i tylko wtedy, gdy ciąg {\displaystyle (F_{n})_{n\in \mathbb {N} }} jest słabo zbieżny do pewnej dystrybuanty {\displaystyle F.} {\displaystyle \varphi } jest wówczas funkcją charakterystyczną dystrybuanty {\displaystyle F.}
Na mocy powyższego twierdzenia można sformułować wniosek, że ciąg dystrybuant {\displaystyle (F_{n})_{n\in \mathbb {N} }} jest słabo zbieżny do dystrybuanty {\displaystyle F} wtedy i tylko wtedy, gdy
{\displaystyle \lim _{n\to \infty }~\int \limits _{\mathbb {R} }~g(x)dF_{n}(x)=\int \limits _{\mathbb {R} }~g(x)dF(x)}
dla każdej ograniczonej funkcji ciągłej {\displaystyle g.}

### Zbieżność jednostajna
Każdy ciąg dystrybuant zbieżny punktowo do dystrybuanty ciągłej jest zbieżny do niej jednostajnie. Fakt ten można udowodnić, korzystając z jednostajnej ciągłości dystrybuanty ciągłej.

## Dystrybuanta zmiennej i wektora losowego
Niech {\displaystyle (\Omega ,{\mathcal {A}},\mathbb {P} )} będzie ustaloną przestrzenią probabilistyczną.
Jeśli {\displaystyle X\colon \Omega \to \mathbb {R} } jest zmienną losową, to funkcja {\displaystyle F_{X}\colon \mathbb {R} \to \mathbb {R} } dana wzorem:
{\displaystyle F_{X}(x)=\mathbb {P} (\{\omega \in \Omega \colon \,X(\omega )\leqslant x\})}, {\displaystyle x\in \mathbb {R} }
jest dystrybuantą, którą nazywamy dystrybuantą zmiennej {\displaystyle X.}
{\displaystyle {\begin{aligned}F_{X}(\mathbf {x} )&=\mathbb {P} \left(X^{-1}((-\infty ,x_{1}]\times \ldots \times (-\infty ,x_{n}])\right)\\&=\mathbb {P} \left(\bigcap \limits _{k=1}^{n}\{\omega \in \Omega \colon X_{k}(\omega )\leqslant x_{k}\}\right),\quad \mathbf {x} =(x_{1},\dots ,x_{n})\in \mathbb {R} ^{n}\end{aligned}}}
jest dystrybuantą, którą nazywamy dystrybuantą wektora {\displaystyle X.}
Każda zmienna losowa (wektor losowy) wyznacza pewną dystrybuantę oraz każda dystrybuanta jest dystrybuantą pewnej zmiennej losowej (wektora losowego).